# Bim Bum Bam - Volume 2
Bim Bum Bam - Volume 2 è una raccolta di Cristina D'Avena e Giampaolo Daldello pubblicata nel 1991 dall'etichetta discografica Five Record.

## Il disco
Il disco rappresenta la seconda raccolta di sigle della famosa trasmissione televisiva e raccoglie alcuni dei brani di maggior successo pubblicate fino a quel momento incise da Cristina D'Avena, Giampaolo Daldello e dal cast di Bim Bum Bam. L'album è stato pubblicato in contemporanea al primo volume dal titolo Bim Bum Bam - Volume 1. Contiene anche la cover della canzone Neverending Story di Limahl.

## Tracce
1. Maple Town Un Nido Di Simpatia
2. Che Avventure A Bim Bum Bam Con Il Nostro Amico Uan
3. Nanà Supergirl
4. A Tutto Gas
5. The Neverending Story
6. La Canzone Di Topolino
7. Lupin L'Incorreggibile Lupin
8. I Ragazzi Della Senna
9. Licia Dolce Licia
10. I Rangers Delle Galassie
11. Là Sui Monti Con Annette
12. Ciao Ciao Gioca Con Noi